# Гамильтон, Ричард (математик)
Ричард Стрейт Гамильтон (англ. Richard Streit Hamilton; 19 декабря 1943, Цинциннати, Огайо — 29 сентября 2024) — профессор математики Колумбийского университета, член Национальной академии наук США (с 1999 года), Американской академии искусств и наук (с 2003).

## Биография
Родился 10 января 1943 года. В 1963 году получил степень бакалавра математики в Йельском университете. В 1966 году под руководством Роберта Ганнинга защитил степень Ph.D. по математике в Принстонском университете.
Область научных интересов — дифференциальная геометрия и топология. Гамильтон, в своих исследованиях по топологии многообразий, впервые ввел в рассмотрение т. н. потоки Риччи (см. Грегорио Риччи-Курбастро, ныне также известные как потоки Гамильтона — Риччи).
Именно Гамильтоном была предложена, но не завершена программа исследований, которую в дальнейшем развил Григорий Перельман, доказавший гипотезу Пуанкаре.
В июне 2010 года Перельман проигнорировал математическую конференцию в Париже, на которой предполагалось вручение «Премии тысячелетия» за доказательство гипотезы Пуанкаре, а 1 июля 2010 года публично заявил о своём отказе от премии, мотивировав это следующим образом:
Я отказался. Вы знаете, у меня было очень много причин и в ту, и в другую сторону. Поэтому я так долго решал. Если говорить совсем коротко, то главная причина — это несогласие с организованным математическим сообществом. Мне не нравятся их решения, я считаю их несправедливыми. Я считаю, что вклад в решение этой задачи американского математика Гамильтона ничуть не меньше, чем мой.
Такая публичная оценка заслуг Ричарда Гамильтона со стороны математика, доказавшего Гипотезу Пуанкаре, может являться примером благородства в науке, так как, по оценкам самого Перельмана, сотрудничавший с Яу Шинтаном Гамильтон заметно замедлился в своих исследованиях, столкнувшись с непреодолимыми техническими трудностями.
Умер 29 сентября 2024 года в возрасте 81 года.

## Научный вклад
- Разработка метода, так называемый поток Риччи, в римановой геометрии.
  - В частности доказательство теоремы о сфере в трёхмерном случае при условии положительности кривизны Риччи.

## Признание и оценки
- Премия Веблена по геометрии (1996)
- Премия Математического института Клэя (2003)
- Премия Стила «за плодотворный вклад в исследования» (2009)
- Премия Шао была присуждена в 2011 году Ричарду Гамильтону и Деметриосу Кристодулу. Ричард Гамильтон был награждён за создание математической теории, которую впоследствии использовал и развил Григорий Перельман в своих работах по доказательству гипотезы Пуанкаре[8][9].